# Distretto di Santa Rosa (Ancash)
Il distretto di Santa Rosa è un distretto del Perù nella provincia di Pallasca (regione di Ancash) con 1.150 abitanti al censimento 2007 dei quali 380 urbani e 770 rurali.
È stato istituito il 10 dicembre 1917.